# Sommerland Sjælland
Sommerland Sjælland er en forlystelsespark ved Nørre Asmindrup på Nordvestsjælland, der primært henvender sig til børnefamilier med børn i alderen 0-12 år.
Sommerland Sjælland åbnede første gang i 1985, og blev grundlagt af Filip Dyvekær. Han har udviklet og drevet i parken helt frem til 2006, men de sidste år var sønnen, Kåre Dyvekær, administrerende direktør for parken. I dag er det Kåre og Mette Dyvekær, der driver og ejer parken (siden 2007).
Sommerland Sjælland havde i sæson 2022 ca. 246.000 gæster igennem parken, og har ca. 250-300 ansatte i sæsonen, som løber fra midten af maj til midten af september. 

## Forlystelser
Sommerland Sjælland har over 60 forlystelser og aktiviteter, som bl.a. tæller områderne:
Den Blå Lagune: Sjællands største udendørs vandland med flere forskellige vandrutsjebaner og en række børnevenlige bassiner.
Fart og tempo: Gokarts, børnegokarts, Det Løse Hjul (bumber cars), rutsjebanen Vildkatten med Loop, Forlystelsen Traffic Jam mv.
Minilegeland: Minivilde aktivitet for de yngste med mindre karruseller, tekopper, rutsjebanen Vildbassen, skibet Tug Tug, Swingturen, miniveteranbiler, trafikbanen MINI-Biler, svævebaner, minitog, familiegynge, sandkasser, minigravkøer, Fidylinetårnet, legepladser, gynger, tromle, gå-på-line mv.
Westernområdet Silver City: Cowboyby med 24 karats guldgraveri og ordinær 'guldgravemine' med vandkar, 3D western biograf, legeområde med MiniCowboyby og Tumletræ, Laserbanen Guldboksen, Totempælen (droptower for børn), mekaniske hester etc.
Amazonas: Tømmerflådetur i junglen og junglesti med motoriske udfordringer.
Mobilsjov: I Sommerland Sjælland er der ud over de traditionelle aktiviteter, mulighed for at bruge mobiltelefonen til aktivitet og information. Besøgende kan via app'en Sommerland Sjælland aktivere f.eks. vandkanoner, foderautomater, damp på et tog mv. 
Af øvrige aktiviteter desuden petanque, vandcykler, avanceret minigolf, minizoo med geder og kaniner, vandpistolskydning, rollespilsområde, labyrint, parktog, kanosø med kanoer og robåde samt klatrebanen KlatreFidusen, en 6-kantet klatrebane i 2 niveauer for børn og voksne mv.

## Overnatning
Sommerland Sjælland har 19 feriehytter (ca. 30 m2), 10 store feriehytter (ca. 50 m2) - heraf 4 af dem med udendørs softop spa, samt prærievognshelters, som kan lejes i sæsonen med fri entré ind og ud af Sommerland Sjælland.
Det er også muligt at overnatte i hobbitshelters eller i telt og campingvogn på Sommerland Sjællands overnatningsplads med et sæsonkort.

## Medarbejdere
Sommerland Sjælland ansætter ca. 250-300 sæsonansatte, "Sommerværter" hvert år, og har 13 helårsansatte, der står for at vedligeholde samt administration/planlægning hen over året. Sæsonansatte er i gennemsnit ansat 2,9 sæson.